# Altenholz
Altenholz (plattdeutsch: Olenholt) ist eine amtsfreie Gemeinde im Kreis Rendsburg-Eckernförde in Schleswig-Holstein. Die früher rein ländliche Gemeinde ist eine Stadtrandgemeinde mit kleinstädtischem Charakter. Trotz einer gewissen städtebaulichen Entwicklung in den Ortsteilen Klausdorf und Stift ist der eher ländliche Charakter der übrigen Ortsteile erhalten.

## Geografie und Verkehr
Die Gemeinde befindet sich am Rande der Landschaft des Dänischen Wohlds, in unmittelbarer Nähe zum Nord-Ostsee-Kanal, zur Ostsee und zur Landeshauptstadt Kiel. Neben dem Nord-Ostsee-Kanal sind besonders der Eiderkanal und die Wälder um Knoop, Projensdorf und Friedrichshof zu erwähnen.
Die Gemeinde Altenholz besteht aus den Ortsteilen Klausdorf, Stift, Knoop, Projensdorf, Postkamp, Kubitzberg, Dehnhöft und Friedrichshof.
Mit über 1.800h Wald und landwirtschaftlich genutzten Flächen bietet die Gemeinde großzügige Naturflächen für Erholungssuchende. Ebenso ist Altenholz durch die unmittelbare Nähe der Bundesstraße 503 schnell erreichbar.

## Geschichte
Das heutige Gebiet der Gemeinde Altenholz umfasste ursprünglich die Güter Projensdorf und Knoop sowie das Gut Seekamp. Auch der ehemalige Meierhof Stift und einige Dörfer, die heute zu Kiel gehören, darunter Schilksee, Pries und Holtenau, zählten dazu. Dem Gut Knoop waren neben dem Bauerndorf Klausdorf auch der Meierhof Friedrichshof und eine aus mehreren Häusergruppen bestehende Siedlung Altenholz zugeordnet. Diese Bezeichnung stammt aus dem 18. und 19. Jahrhundert und bezieht sich auf das Waldstück, das als Am alten Holz bekannt war.
Im Jahr 1876 entstand durch eine Verwaltungsreform die neue Landgemeinde Klausdorf als eigenständige politische Einheit mit einem eigenen Bürgermeister. In dieser Zeit war der Ort von Landwirtschaft geprägt, mit einzelnen Handwerkern, Händler und einigen Tagelöhnern, die vor allem auf dem Friedrichshof beschäftigt waren.
1928 wurden die Gutsbezirke aufgelöst und die Güter Knoop und Stift sowie Ländereien der Gutsbezirke von Kaltenhof und Projensdorf dem Gemeindegebiet von Klausdorf zugewiesen. Bis zum Zweiten Weltkrieg war Klausdorf ein ländlich geprägter Ort mit rund 700–800 Einwohnern. 1933 wurde Klausdorf offiziell in Altenholz umbenannt, um eine Verwechslung mit der gleichnamigen Gemeinde im Kreis Plön zu vermeiden.
Mit dem Zuzug vieler Neubürger nach dem Krieg sowie durch städtebaulichen Entwicklungen in den Ortsteilen Stift und Klausdorf veränderte sich das Bild der Gemeinde deutlich. 1948 wurde Altenholz dem Amtsbezirk Schilksee zugeordnet. Mit der Auflösung des Amtes Schilksee im Jahr 1963 erhielt Altenholz eine eigene Verwaltung mit einem hauptamtlichen Bürgermeister.

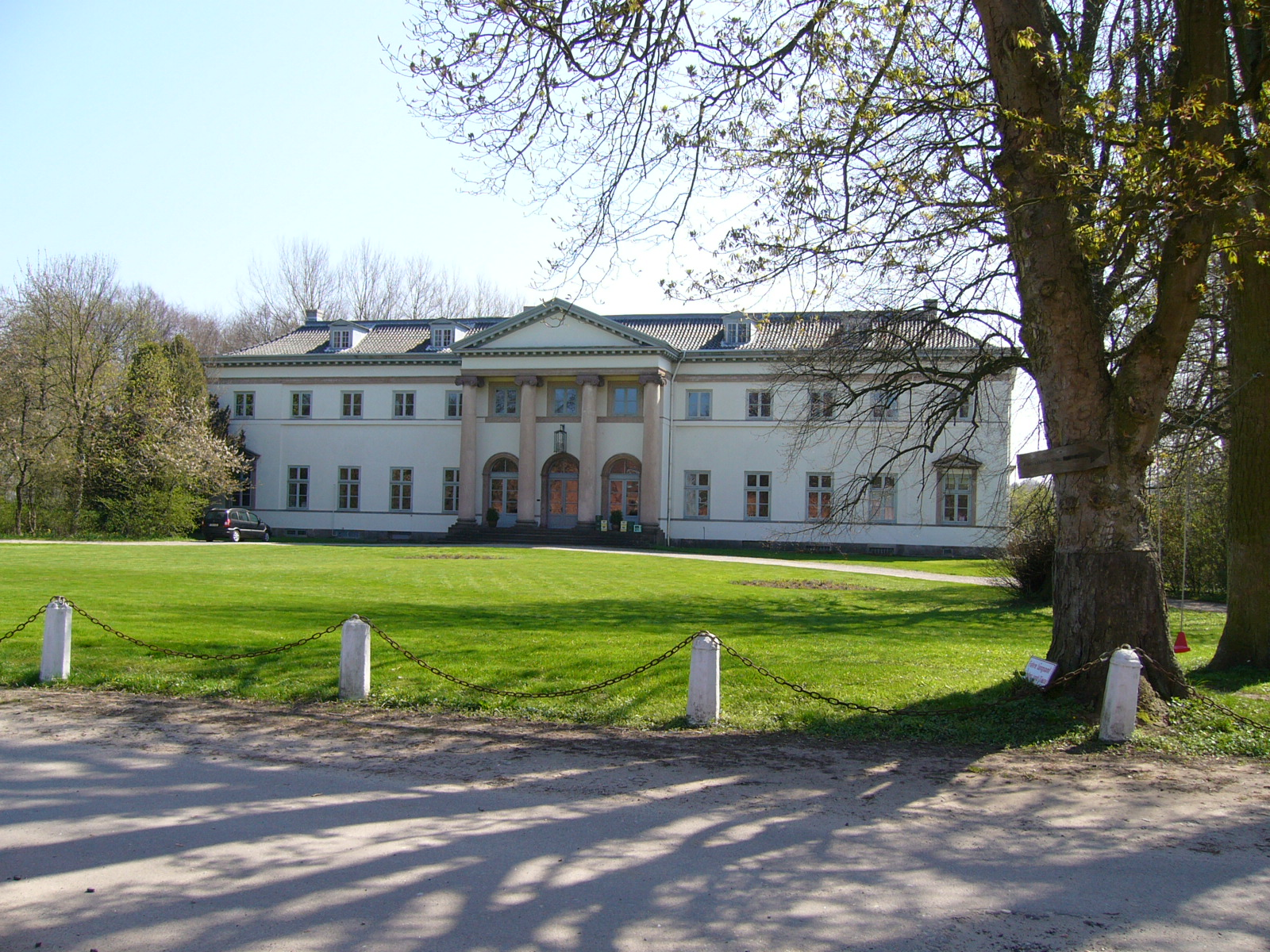
Gut Knoop
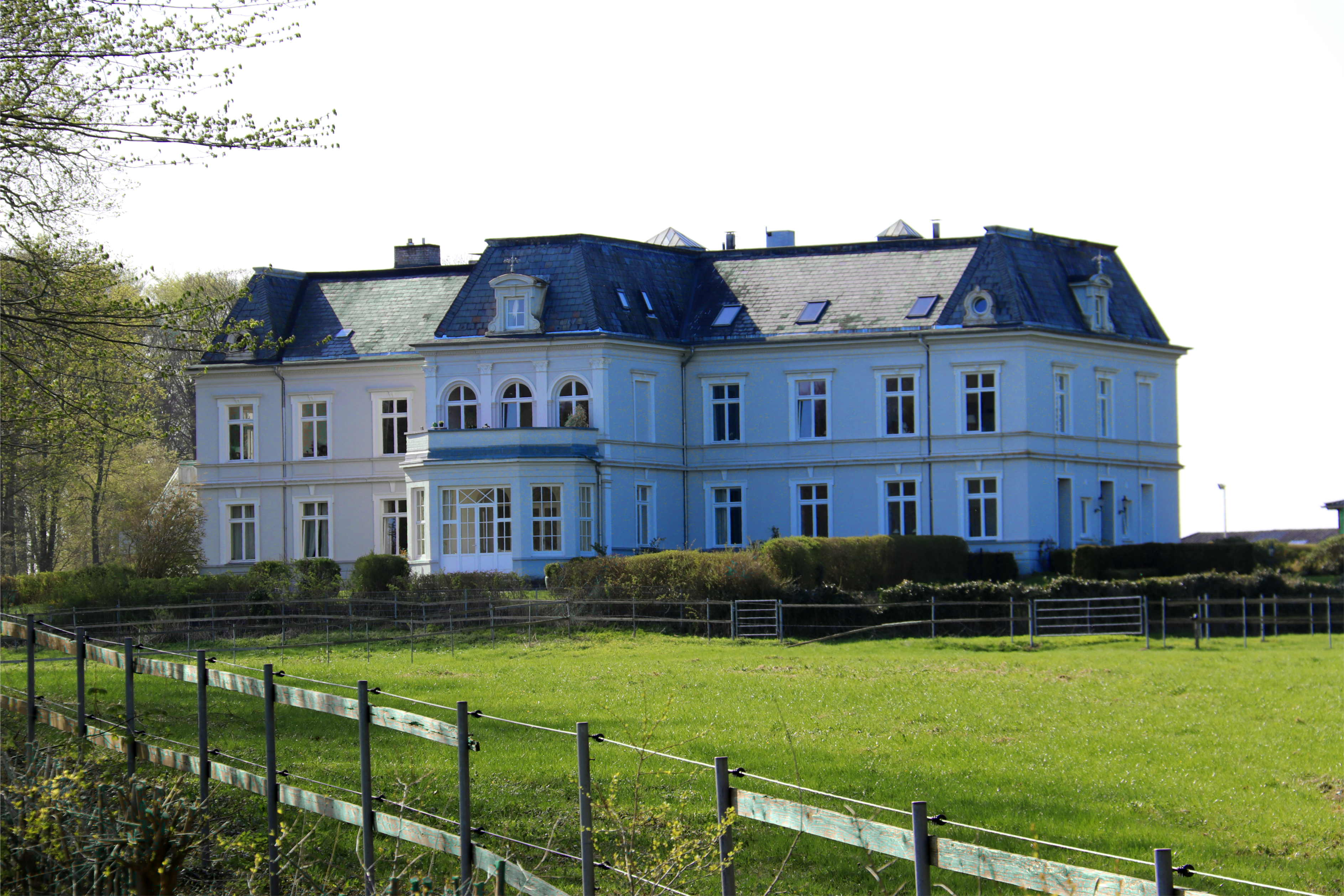
Herrenhaus Gut Projensdorf
Karte von Altenholz und Klausdorf 1898

### Das Wappen der Gemeinde
Die Eiche symbolisiert den Dänischen Wohld, eine ehemals dicht bewaldete Grenzregion des Mittelalters. Gleichzeitig lässt sich dieses Motiv mit dem Gemeindenamen „Altenholz“ verknüpfen: Das „alte Holz“ verweist auf einen früheren Eichenwald, dessen Reste noch heute im Gemeindegebiet zu finden sind. Der aufsteigende Wolf stammt aus dem Wappen der ritterlichen Familie Knoop. Mit diesem Element werden die bis 1928 eigenständigen Gebietsteile gewürdigt, insbesondere die früheren Gutsbezirke. Das Wappen der Familie Knoop steht dabei stellvertretend für alle einstigen adligen Güter innerhalb der Gemeindegrenzen.

## Politik

### Gemeindevertretung
Die Gemeindevertretung ist die kommunale Volksvertretung der Gemeinde Altenholz. Über die Zusammensetzung entscheiden die Bürger alle fünf Jahre. Die letzte Kommunalwahl fand am 14. Mai 2023 statt. Diese führte bei einer Wahlbeteiligung von 55,2 % zu nebenstehender Zusammensetzung:

### Seniorenbeirat
In Altenholz gibt es einen Seniorenbeirat. Der Seniorenbeirat delegiert sachkundige Mitglieder in die Gremien der Selbstverwaltung, um die Belange der älteren Bürgerinnen und Bürger wirkungsvoll zu vertreten.

### Kinder- und Jugendbeirat
Auch Kinder und Jugendliche der Gemeinde haben die Möglichkeit, sich politisch zu engagieren. Hierfür gibt es den Kinder- und Jugendbeirat. Dieser dient als Interessenvertretung der Kinder und Jugendlichen und wird alle 2 Jahre neu gewählt.

## Partnergemeinden
- Châteaurenard in Frankreich
- Paldiski in Estland

Seit mehreren Jahren pflegt Altenholz Städtepartnerschaften mit Bürgerinnen und Bürgern aus Châteaurenard und Paldiski. Diese Verbindungen fördern den persönlichen Austausch und bereichern das kulturelle Miteinander zwischen den Nationen.

## Sehenswürdigkeiten
In der Liste der Kulturdenkmale in Altenholz stehen die in der Denkmalliste des Landes Schleswig-Holstein eingetragenen Kulturdenkmale.

## Bildung
In Altenholz existieren folgende Bildungseinrichtungen:
- Helene-Dieckmann-Schule (Förderzentrum in Altenholz, Gettorf, Kronshagen & den Gemeinden des Dänischen Wohlds)

- Claus-Rixen-Schule (Grundschule) mit Außenstelle am Stifter Wald
- Gemeinschaftsschule Altenholz
- Gymnasium Altenholz

Des Weiteren ist die Gemeinde Altenholz Teil der Förde-vhs, einer Volkshochschul-Kooperation mit der Gemeinde Kronshagen, der Stadt Schwentinental sowie der Landeshauptstadt Kiel.
Seit 1975 ist Altenholz Sitz der Fachhochschule für Verwaltung und Dienstleistung. Ebenfalls in Altenholz ansässig ist der Informations- und Kommunikationsdienstleister Dataport, der für die zentrale Verwaltung und Erfassung von Verwaltungsdaten der Länder Schleswig-Holstein, Hamburg, Bremen und Sachsen-Anhalt zuständig ist.

## Bücherei im Gemeindezentrum Altenholz-Klausdorf
📍Klausdorfer Straße 78 b, 24161 Altenholz
In Altenholz gibt es eine Gemeindebücherei. Diese ist eine öffentliche Einrichtung, in der sich jeder während der Öffnungszeiten kostenlos aufhalten und die Angebote und Medien vor Ort nutzen darf.

## Sport
Die Gemeinde Altenholz verfügt über vier Sporthallen und vier Sportplätze, die überwiegend für den Schul- und Vereinssport genutzt werden.
In Altenholz-Klausdorf befinden sich die größte Sportanlage der Gemeinde mit Leichtathletikanlage sowie ein Kunstrasenspielfeld am Gemeindezentrum. In direkter Nähe liegen zudem die kleine und die große Turnhalle der Claus-Rixen-Schule.
In Altenholz-Stift stehen die Edgar-Meschkat-Halle (Mehrzweckhalle) sowie die Sporthalle des Gymnasiums zur Verfügung. Vor der Edgar-Meschkat-Halle befindet sich ein weiterer Sportplatz. In unmittelbarer Umgebung liegen außerdem ein Tennisplatz sowie die Beachvolleyballanlage. Der nahegelegene Sportplatz an der Landebahn, auch „Clipperplatz“ genannt, befindet sich ebenfalls in direkter Nähe zur Beachvolleyballanlage.

## Kinder und Jugendliche

### Kinderbetreuung
In der Gemeinde Altenholz gibt es sechs Kindertageseinrichtungen:
- AWO-Kindertageseinrichtung (Außenstelle Hasenholz 7) - Klausdorfer Straße 78 c, 24161 Altenholz
- Kindertageseinrichtung »Lollipop« - Klausdorfer Straße 74 a, 24161 Altenholz
- DRK-Kindertageseinrichtung »Die Fördekieker« - Am Buchholz 2, 24161 Altenholz
- Evangelische Kindertageseinrichtung »Ahoi«- Stifter Allee 4 und 4 a, 24161 Altenholz
- Lerngruppe »Die Schlauen Füchse« e. V. - Klausdorfer Straße 78 b, 24161 Altenholz
- Bauernhof- und Naturkindergarten Zwergenhof e. V. - Postkamp 14, 24161 Altenholz
- Altenholzer Kinderstube »Die Regenbogen-Kids« Institutionelle Tagespflege - Klausdorfer Straße 91, 24161 Altenholz

Neben der Betreuung in einer Kindestageseinrichtung besteht auch die Möglichkeit einer Betreuung durch eine Kindertagespflegeperson:
- Kindertagespflege im Buchenweg
- Kindertagespflege Rathmannsdorfer Schleuse
- Kindertagespflege Vordere Wurth
- Kindertagespflege Klausdorfer Straße

### Jugendzentren
In Altenholz gibt es folgende Jugendzentren:
- Jugendzentrum Tümpel in Altenholz-Klausdorf - Klausdorfer Straße 78d, 24161 Altenholz
- Jugendzentrum O.A.S.E. in Altenholz-Stift - Danziger Straße 18d, 24161 Altenholz

## Senioren
In Altenholz finden ältere Menschen vielfältige Möglichkeiten, ihr Leben selbstbestimmt und abwechslungsreich zu gestalten. Neben zahlreichen Freizeit- und Engagementangeboten stehen Seniorenwohnanlagen sowie ein umfassendes Betreuungsangebot zur Verfügung – in Zusammenarbeit mit der Sozialstation, dem DRK, der Arbeiterwohlfahrt, den Kirchengemeinden und der Lebenshilfe.

## Kirchen
- Evangelische-Lutherische Kompass-Kirchengemeinde - Friedrichsorter Str. 22, 24159 Kiel
- Katholische Pfarrei St. Theresia - Allensteiner Weg 12, 24161 Altenholz
- Katholische Pfarrei Franz von Assisi - Feldstraße 172, 24105 Kiel

## Feuerwehren
Die Freiwillige Feuerwehr Altenholz besteht aus zwei Ortswehren: Altenholz-Klausdorf und Altenholz-Knoop. Beide Ortswehren sind für die klassischen Aufgaben der Feuerwehr – Löschen, Retten und Bergen – verantwortlich. Die Leitung obliegt jeweils dem Ortswehrführer.
Für die Koordination zwischen den Ortswehren sowie die Zusammenarbeit mit der Gemeindeverwaltung ist der Gemeindewehrführer zuständig. Die Jugendfeuerwehr Altenholz wird von einem Jugendfeuerwehrwart geleitet.
📍Freiwillige Feuerwehr Altenholz-Klausdorf  - An der Feuerwache 1, 24161 Altenholz
📍Freiwillige Feuerwehr Altenholz-Knoop - Knooper Dorfstraße 2a, 24161 Altenholz-Knoop

## Söhne und Töchter der Gemeinde sowie weitere Persönlichkeiten
- Carl Ludwig von Baudissin (1756–1814), Generalleutnant
- Adalbert Heinrich Friedrich von Baudissin (1821–1875), Verwaltungsjurist
- Eduard von Baudissin (1823–1883), Rittergutsbesitzer und Reichstagsabgeordneter.
- Nikolaus von Baudissin (1838–1917), Politiker und Beamter
- Theodor Feddersen (1839–1915), Reichstagsabgeordneter, geboren in Stift
- Annie von Baudissin (1868–1915), Schriftstellerin, geboren in Friedrichshof
- Werner Hahn (1912–2011), Kieferchirurg und Hochschullehrer, lebte in Stift
- Paul Hartwig (1915–2014), Vizeadmiral der Bundesmarine, zuletzt als Befehlshaber der Flotte, lebte und starb in Altenholz
- Stephan Schlegel (* 1969), Handballspieler
- Alexander Bommes (* 1976), Moderator, ist in Altenholz-Stift aufgewachsen.
- Niklas Weller (* 1993), Handballspieler